# 케치케메트구

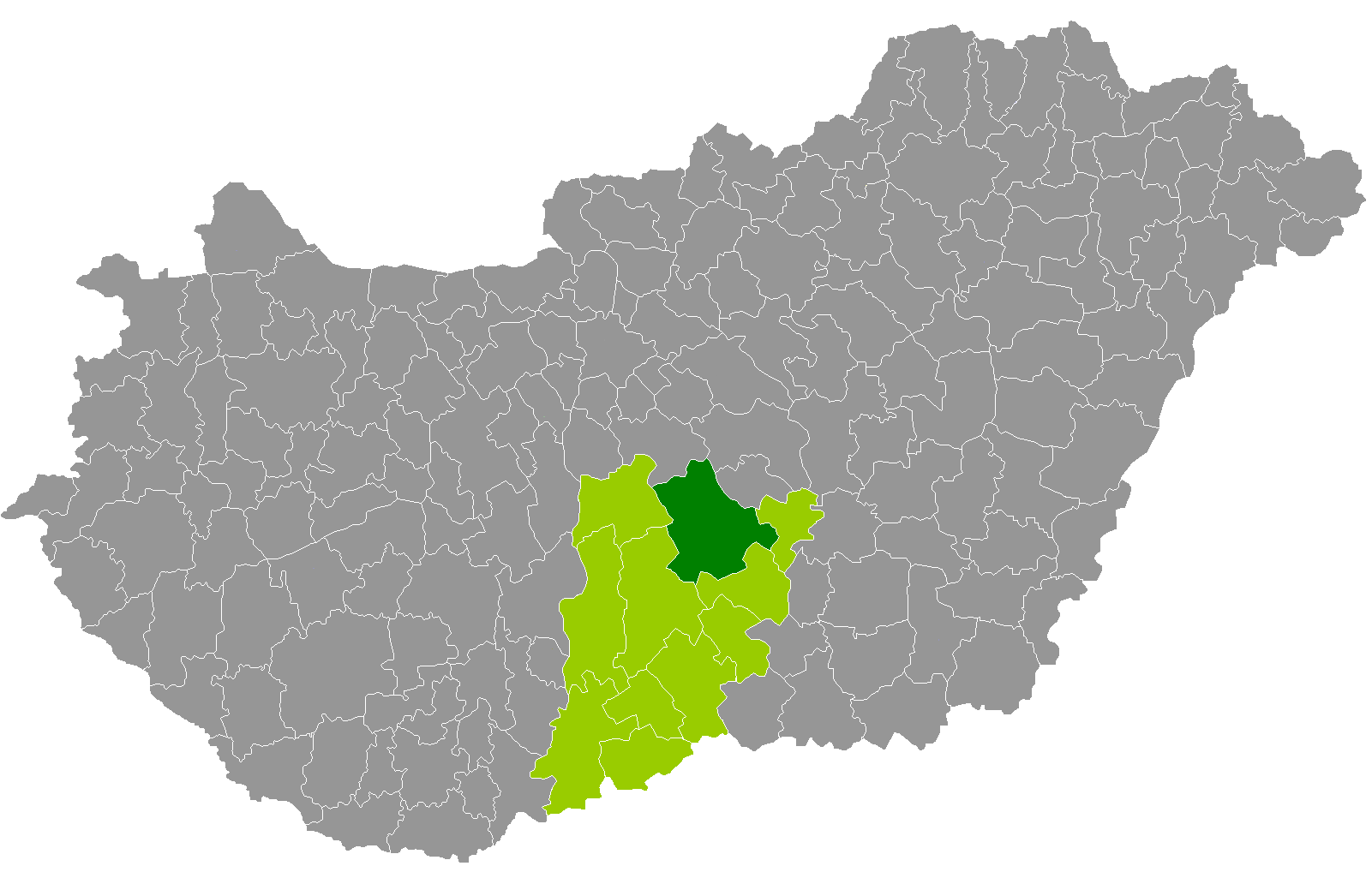
바치키슈쿤주 지도에 표시된 케치케메트구의 위치

케치케메트구(헝가리어: Kecskeméti járás)는 헝가리 바치키슈쿤주에 위치한 구로 구청 소재지는 케치케메트이며 면적은 1,212.21km2, 인구는 155,481명(2011년 기준), 인구 밀도는 128명/km2이다.
북쪽으로는 페슈트주 더버시구, 체글레드구, 남동쪽으로는 페슈트주 너지쾨뢰시구, 동쪽으로는 티서케치케구, 남쪽으로는 키슈쿤펠레지하저구, 서쪽으로는 키슈쾨뢰시구, 쿤센트미클로시구와 접한다. 16개 지방 자치체(1개 도시주, 2개 시, 13개 마을)를 관할한다.

구기
구 문장